# Myosorex varius
Espèce
Statut de conservation UICN

 LC  : Préoccupation mineure
Myosorex varius est une espèce de musaraignes de la famille des Soricidae. 

## Répartition et habitat

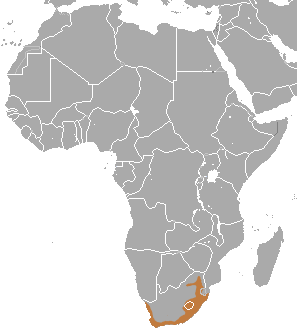
Aire de répartition de Myosorex varius.

Cette musaraigne se rencontre en Afrique du Sud, en Eswatini et au Lesotho.
C'est souvent le petit mammifère le plus répandu dans les hautes terres, mais qui est moins fréquent dans les zones côtières. On le trouve dans un large éventail d'habitats primaires et secondaires, dont la forêt, la prairie, les broussailles, le semi-désert (le désert du Karoo) et le fynbos.

## Description
L'espèce atteint une longueur d'environ 12,5 cm avec une queue de 4,3 cm et pèse en moyenne quelque 12 g. Dans le KwaZulu-Natal et la région de la Drakensberg, le mâle est plus gros que la femelle, mais dans la colonie du Cap, les deux sexes ont une taille semblable. Cette musaraigne est couverte d'une fourrure dense et courte, gris foncé ou brune sur le dessus et plus pâle sur le dessous.

## Biologie
Myosorex varius creuse un terrier peu profond ou s'empare celui d'un autre petit mammifère. Son terrier présente plusieurs entrées et une chambre de nidification contenant des herbes sèches. Il s'agit d'un animal territorial, et un seul couple reproducteur se trouve souvent dans les nids.
L'espèce est surtout nocturne. Le régime de cet insectivore comprend aussi la plupart des petits invertébrés qu'il rencontre, notamment des vers de terre, des mille-pattes, des centipèdes, des crustacés et des araignées. Des cas de cannibalisme ont aussi été constatés chez cette musaraigne. Elle est une proie de la Chouette effraie, de la Mangouste des marais, de la Zorille à nuque blanche et de la Zorille commune. Pour les éviter, elle passe la majeure partie de son temps dans son terrier et ne le quitte que pour se nourrir ou déféquer. Ses excréments sentent très fort.
La saison de reproduction varie dans l'aire de répartition de l'espèce. Dans certaines régions, la reproduction a lieu tout au long de l'année, mais dans d'autres, elle est liée à une pluviosité élevée, qui se produit l'été, tandis qu'un temps inhabituellement humide à d'autres moments de l'année peut déclencher une autre période de reproduction.
L'espèce a souvent le rein et l'urètre parasités par le trématode Renylaima capensis. Au cours de sa vie, cette douve parasite passe par trois hôtes. Le premier hôte intermédiaire est la limace terrestre Ariostralis nebulosa (en) ; et le deuxième, une autre limace, Ariopelta capensis. Myosorex varius se nourrit de ces deux limaces.
Comme elle se nourrit de petits invertébrés, l'espèce a tendance à accumuler les polluants provenant de l'environnement dans ses tissus. Les vers de terre accumulent le plomb, et les niveaux de plomb augmentent chez cette musaraigne lorsqu'elle mange des vers contaminés. Elle peut donc servir de bioindicateur de la pollution par les métaux lourds.

## Statut
Myosorex varius est classée comme espèce de préoccupation mineure parce qu'elle est largement répandue, qu'elle est courante dans la majeure partie de son aire de répartition et que sa population semble stable. Elle est capable de s'adapter aux variations de son habitat, et aucune menace particulière n'a été décelée.

## Systématique
Le nom valide complet (avec auteur) de ce taxon est Myosorex varius (Smuts, 1832).